# Oreste Piccioni

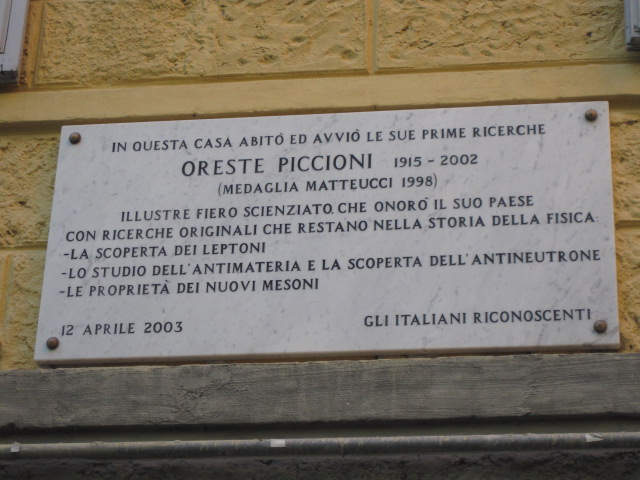
Gedenkplakette für Piccioni in der Via Colombo in Grosseto.

Oreste Piccioni (* 24. Oktober 1915 in Siena; † 13. April 2002 in Rancho Santa Fe, Kalifornien) war ein italienischer Physiker.
Piccioni besuchte 1934 die Scuola Normale Superiore di Pisa, ging aber noch im gleichen Jahr nach Rom, um an der Universität La Sapienza bei Enrico Fermi zu studieren, wo er 1938 promovierte. In der Folge beschäftigte er sich mit der Zusammensetzung der kosmischen Strahlung und insbesondere der Lebensdauer der Pionen. Piccionis Arbeitsgruppe konnte auch beweisen, dass diese Mesonen nicht die Überträger der Starken Wechselwirkung sind, wie man damals dachte. Während des Zweiten Weltkriegs versuchte Piccioni, vor den Nazis zu fliehen, wurde aber gefangen genommen und verhaftet. Ein Freund konnte ihn allerdings durch Bestechung befreien, danach baute er Radios für den italienischen Untergrund.
1946 übersiedelte er in die Vereinigten Staaten, wo er wegen seiner Arbeiten über die kosmische Strahlung an das MIT berufen wurde, ab 1948 war er am Brookhaven National Laboratory tätig. 1956 war er an der Entdeckung des Antineutrons beteiligt. Mit Abraham Pais entwickelte er eine Theorie über die Kaonen. 
1960 erhielt er eine Professur an der University of California, San Diego, wo er eine Arbeitsgruppe für Teilchenphysik gründete.
Am bekanntesten in Piccioni aber für einen Vorfall, der bis dahin einmalig in der Wissenschaftsgeschichte war. 1954 diskutierte er mit Emilio Segrè und Owen Chamberlain über die technischen Möglichkeiten, das Antiproton mit Hilfe des Bevatrons nachzuweisen. 1959 erhielten Segrè und Chamberlain den Nobelpreis für Physik, erwähnten Piccioni aber mit keinem Wort, was dieser ihnen sehr übelnahm. Segrè versprach, Piccioni bei seiner Einbürgerung zu helfen, was wegen der politischen Ansichten Piccionis nicht so einfach war, das Verfahren zog sich jedenfalls in die Länge. 1972 brachte er eine Klage mit einer Schadenersatzforderung über 125.000 $ gegen die beiden ein, die aber wegen Verjährung abgewiesen wurde. Allerdings gab ihm das Gericht im Prinzip recht. Die Einschaltung eines Gerichts in Wissenschaftsfragen war ein Tabubruch und Piccioni machte sich damit in Physikerkreisen unbeliebt, was schließlich auch zu seinem Wechsel nach San Diego führte. 1986 ging er in Pension, 1999 wurde er mit der Matteucci-Medaille ausgezeichnet.